# Estanislau Antônio da Conceição
Estanislau Antônio da Conceição foi um farmacêutico e político brasileiro.
Foi farmacêutico em Desterro.
Foi deputado à Assembleia Legislativa Provincial de Santa Catarina na 14ª legislatura (1862 — 1863).